# Laoang
Laoang is een gemeente in de Filipijnse provincie Northern Samar. Ongeveer de helft van de gemeente ligt op het eiland Samar en de andere helft wordt gevormd door de eilanden Laoang, Batag en Cahayagan. Bij de laatste census in 2007 had de gemeente ruim 56 duizend inwoners.

## Geografie

### Bestuurlijke indeling
Laoang is onderverdeeld in de volgende 56 barangays:
| - Abaton - Aguadahan - Aroganga - Atipolo - Bawang - Baybay - Binatiklan - Bobolosan - Bongliw - Burabud - Cabadiangan - Cabagngan - Cabago-an - Cabulaloan - Cagaasan - Cagdara-o - Cahayagan - Calintaan Pob. - Calomotan | - Candawid - Cangcahipos - Canyomanao - Catigbian - E. J. Dulay - G. B. Tan - Gibatangan - Guilaoangi - Inamlan - La Perla - Langob - Lawaan - Little Venice - Magsaysay - Marubay - Mualbual - Napotiocan - Oleras - Onay | - Palmera - Pangdan - Rawis - Rombang - San Antonio - San Miguel Heights - Sangcol - Sibunot - Simora - Suba - Talisay - Tan-awan - Tarusan - Tinoblan - Tumaguingting - Vigo - Yabyaban - Yapas |

## Demografie
Laoang had bij de census van 2007 een inwoneraantal van 56.196 mensen. Dit zijn 1.673 mensen (3,1%) meer dan bij de vorige census van 2000. De gemiddelde jaarlijkse groei komt daarmee uit op 0,42%, hetgeen lager is dan het landelijk jaarlijks gemiddelde over deze periode (2,04%). Vergeleken met de census van 1995 is het aantal mensen met 8.758 (18,5%) toegenomen.

De bevolkingsdichtheid van Laoang was ten tijde van de laatste census, met 56.196 inwoners op 246,94 km², 227,6 mensen per km².